# Louis de Funès
Louis de Funès (Coubervoie, 31. srpnja 1914. – Nantes, 27. siječnja 1983.) bio je francuski filmski glumac.
Najčešće je nastupao u komedijama lakoga, površnog tipa s mnogo pojednostavljenih kalambura. Najpopularniji je europski komičar 60-ih i 70-ih godina.

## Filmovi
- "Antoine i Antoinetta"
- "Lijepa Amerikanka"
- "Velika avantura"
- "Dvorske spletka"
- "Pustolovine rabija Jakoba"
- 6 nastavaka "Žandara iz Sain-Tropeza"